# Margrit Camenzind
Pour les articles homonymes, voir Camenzind.
Margrit Camenzind, née le 13 novembre 1939 (originaire de Gersau), est une personnalité politique suisse, membre du Parti démocrate-chrétien.
Elle est députée du canton de Thurgovie au Conseil national à la fin d'une législature, de juin 1986 à fin novembre 1987. Elle est la première femme du canton à représenter le canton à l'Assemblée fédérale.

## Biographie
Margrit Camenzind naît Margrit Wüest ou Wüst le 13 novembre 1939. Elle est originaire de Gersau, dans le canton de Schwytz.
Elle grandit à Lucerne. Après une formation d'employé de commerce, elle  travaille comme secrétaire pour la préfecture de la ville et dans diverses entreprises.
Mariée et mère de deux enfants, elle habite depuis 1983 au moins à Frauenfeld, dans le canton de Thurgovie.

## Parcours politique et associatif
Margrit Camenzind est élue en 1982 présidente de la Ligue suisse de femmes catholiques (de) et réélue à ce poste en 1985.
Deuxième des candidats non élus du Parti démocrate-chrétien dans le canton de Thurgovie aux élections fédérales de 1983, elle accède au Conseil national en juin 1986 à la suite du décès en fonctions d'Hans Frei et du premier candidat non élu. Première femme du canton à représenter le canton à l'Assemblée fédérale, elle n'avait alors encore jamais exercé de mandat politique,.
Selon ses propres déclarations, ses principaux centres d'intérêts politiques sont la famille, le social et les jeunes. 
Elle n'est pas réélue lors des élections fédérales de 1987, arrivant deuxième sur la liste de son parti pour un seul siège, derrière le sortant Hermann Wellauer.
Elle siège par la suite au sein du Conseil de ville (exécutif) de Frauenfeld, de 1991 à 2003.